# Sean Dyche
Sean Mark Dyche (Kettering, 28 giugno 1971) è un allenatore di calcio ed ex calciatore inglese, di ruolo difensore.

## Biografia
Sean Dyche è cresciuto a Kettering, nel Northamptonshire; suo padre era un consulente di gestione per la British Steel Corporation che lavorava in Egitto.

## Carriera

### Calciatore
Dyche era un prodotto delle giovanili del Nottingham Forest alla fine del 1980, quando Brian Clough era l'allenatore. Quando è entrato nel club era alto 1,70 ma è cresciuto poi fino a 1.83 ma dopo solo un anno. Si è rotto la gamba all'inizio della sua carriera, che secondo lui appunto lo limitò.
Ha lasciato il Forest all'inizio del 1990 senza fare l'esordio in prima squadra e ha firmato per Chesterfield FC, dove in seguito è diventato il capitano. Dyche faceva parte della squadra che ha vinto i play off di terza Divisione nel 1995 e ha raggiunto una semifinale di FA Cup nel 1997. Nella semifinale contro il Middlesbrough ha segnato un calcio di rigore portando la sua squadra sul 2-0, ma la partita fini 3-3 e il Chesterfield perse poi il replay 3-0.
Dyche passò al Bristol City nel 1997, aiutando il club a vincere la promozione in Division One nella sua prima stagione. La stagione successiva è andato in prestito al Luton Town.
Si è trasferito a Millwall FC  nel 1999 ed ha vinto la promozione in Division One nel 2001 ed è andato vicino alla promozione in Premier League l'anno successivo, perdendo contro i futuri vincitori dei play-off del Birmingham City.
Nel 2002 inizia un periodo di tre anni al Watford, dove è stato anche capitano nella sua ultima stagione con il club. Ha firmato poi per Northampton Town nel 2005 ed ha contribuito alla loro promozione dalla League Two nel 2005-2006. È finito ai margini della squadra dopo la nomina di Stuart Gray come allenatore, ed è stato svincolato alla fine della stagione 2006-2007, anno in cui si è ritirato dal calcio giocato.

### Allenatore
Dopo lo svincolo dal Northampton Town, viene ingaggiato dal Watford come allenatore dell'Under-18 del club nel 2007 e viene promosso a vice-allenatore della prima squadra nel luglio 2009, con la nomina di Malky Mackay a tecnico. Quando Mackay lascia il club per unirsi al Cardiff City nel giugno 2011, Dyche viene promosso ad allenatore. Con il Watford termina il campionato 2011-12 all'undicesimo posto posizione, ma il cambio di proprietà del club porta al suo licenziamento al termine della stagione.
Nel settembre 2012 entra nello staff della nazionale inglese under-21, ma il mese successivo lascia l'incarico per diventare l'allenatore del Burnley, dove subentra a Eddie Howe, che aveva lasciato il club per ricongiungersi al Bournemouth. Nominato "Allenatore del mese del Football League Championship" nel settembre 2013, è protagonista del migliore inizio di stagione nella storia del Burnley fino a quel momento: nel 2013-2014 la squadra batte molti record di lunga data del club riguardo al numero di punti e di vittorie e consegue, grazie al secondo posto finale in classifica, la promozione in Premier League, categoria in cui torna dopo un'assenza di quattro anni. La permanenza del club nella massima serie dura una sola stagione, stante la retrocessione giunta con due turni di anticipo, ma nella stagione 2015-2016 Dyche riesce, vincendo il campionato cadetto, a riportare i Clarets in Premier League. Negli anni a venire consegue varie volte la salvezza, con un picco nel 2017-2018, quando la squadra si piazza settima e si qualifica all'Europa League. Nel 2021-2022 Dyche viene esonerato a otto giornate dalla fine del campionato e dopo nove anni e mezzo in carica, con la squadra impantanata in zona retrocessione in Premier League.
Il 30 gennaio 2023 firma un contratto biennale con l'Everton come sostituto di Frank Lampard, che lascia i toffees al penultimo posto in classifica con soli 15 punti raccolti dopo 20 incontri. Il 4 febbraio al debutto batte l'Arsenal capolista per 1-0. Riesce a portare l'Everton alla salvezza mettendo insieme 21 punti in 18 partite per un 17º posto finale. La stagione seguente conquista invece un 15º posto con 8 punti di penalizzazione per violazione del fair play finanziario.
Il 9 gennaio 2025 viene esonerato.

## Vita privata
Sean Dyche è sposato con una donna di nome Jane, dalla quale ha avuto due figli: Max e Alicia.

## Statistiche

### Statistiche da allenatore
Statistiche aggiornate al 29 dicembre 2024. In grassetto le competizioni vinte.
| Stagione        | Squadra         | Campionato      | Campionato | Campionato | Campionato | Campionato | Coppe nazionali | Coppe nazionali | Coppe nazionali | Coppe nazionali | Coppe nazionali | Coppe continentali | Coppe continentali | Coppe continentali | Coppe continentali | Coppe continentali | Altre coppe | Altre coppe | Altre coppe | Altre coppe | Altre coppe | Totale | Totale | Totale | Totale | % Vittorie | Piazzamento |
| Stagione        | Squadra         | Comp            | G          | V          | N          | P          | Comp            | G               | V               | N               | P               | Comp               | G                  | V                  | N                  | P                  | Comp        | G           | V           | N           | P           | G      | V      | N      | P      | %          | Piazzamento |
| --------------- | --------------- | --------------- | ---------- | ---------- | ---------- | ---------- | --------------- | --------------- | --------------- | --------------- | --------------- | ------------------ | ------------------ | ------------------ | ------------------ | ------------------ | ----------- | ----------- | ----------- | ----------- | ----------- | ------ | ------ | ------ | ------ | ---------- | ----------- |
| 2011-2012       | Watford         | FLC             | 46         | 16         | 16         | 14         | FACup+CdL       | 2+1             | 1+0             | 0+1             | 1+0             | -                  | -                  | -                  | -                  | -                  | -           | -           | -           | -           | -           | 49     | 17     | 17     | 15     | 34,69      | 11º         |
| ott. 2012-2013  | Burnley         | FLC             | 33         | 11         | 11         | 11         | FACup+CdL       | 1+0             | 0               | 0               | 1               | -                  | -                  | -                  | -                  | -                  | -           | -           | -           | -           | -           | 34     | 11     | 11     | 12     | 32,35      | Sub. 11º    |
| 2013-2014       | Burnley         | FLC             | 46         | 26         | 15         | 5          | FACup+CdL       | 1+4             | 0+3             | 0+0             | 1+1             | -                  | -                  | -                  | -                  | -                  | -           | -           | -           | -           | -           | 51     | 29     | 15     | 7      | 56,86      | 2º (prom.)  |
| 2014-2015       | Burnley         | PL              | 38         | 7          | 12         | 19         | FACup+CdL       | 2+1             | 0+0             | 1+0             | 1+1             | -                  | -                  | -                  | -                  | -                  | -           | -           | -           | -           | -           | 41     | 7      | 13     | 21     | 17,07      | 19º (retr.) |
| 2015-2016       | Burnley         | FLC             | 46         | 26         | 15         | 5          | FACup+CdL       | 2+1             | 1+0             | 0+0             | 1+1             | -                  | -                  | -                  | -                  | -                  | -           | -           | -           | -           | -           | 49     | 27     | 15     | 7      | 55,10      | 1º (prom.)  |
| 2016-2017       | Burnley         | PL              | 38         | 11         | 7          | 20         | FACup+CdL       | 4+1             | 2+0             | 1+0             | 1+1             | -                  | -                  | -                  | -                  | -                  | -           | -           | -           | -           | -           | 43     | 13     | 8      | 22     | 30,23      | 16º         |
| 2017-2018       | Burnley         | PL              | 38         | 14         | 12         | 12         | FACup+CdL       | 1+2             | 0+1             | 0+1             | 1+0             | -                  | -                  | -                  | -                  | -                  | -           | -           | -           | -           | -           | 41     | 15     | 13     | 13     | 36,59      | 7º          |
| 2018-2019       | Burnley         | PL              | 38         | 11         | 7          | 20         | FACup+CdL       | 2+1             | 1+0             | 0+0             | 1+1             | UEL                | 6                  | 2                  | 3                  | 1                  | -           | -           | -           | -           | -           | 47     | 14     | 10     | 23     | 29,79      | 15º         |
| 2019-2020       | Burnley         | PL              | 38         | 15         | 9          | 14         | FACup+CdL       | 2+1             | 1+0             | 0+0             | 1+1             | -                  | -                  | -                  | -                  | -                  | -           | -           | -           | -           | -           | 41     | 16     | 9      | 16     | 39,02      | 10º         |
| 2020-2021       | Burnley         | PL              | 38         | 10         | 9          | 19         | FACup+CdL       | 3+3             | 1+1             | 1+1             | 1+1             | -                  | -                  | -                  | -                  | -                  | -           | -           | -           | -           | -           | 44     | 12     | 11     | 21     | 27,27      | 17º         |
| 2021-apr. 2022  | Burnley         | PL              | 30         | 4          | 12         | 14         | FACup+CdL       | 1+3             | 0+1             | 0+1             | 1+1             | -                  | -                  | -                  | -                  | -                  | -           | -           | -           | -           | -           | 34     | 5      | 13     | 16     | 14,71      | Eson.       |
| Totale Burnley  | Totale Burnley  | Totale Burnley  | 383        | 135        | 109        | 139        |                 | 36              | 13              | 7               | 18              |                    | 6                  | 2                  | 3                  | 1                  |             | -           | -           | -           | -           | 425    | 149    | 118    | 158    | 35,06      |             |
| gen.-giu. 2023  | Everton         | PL              | 18         | 5          | 6          | 7          | FACup+CdL       | -               | -               | -               | -               | -                  | -                  | -                  | -                  | -                  | -           | -           | -           | -           | -           | 18     | 5      | 6      | 7      | 27,78      | Sub. 17°    |
| 2023-2024       | Everton         | PL              | 38         | 13         | 9          | 16         | FACup+CdL       | 3+4             | 1+3             | 1+1             | 1+0             | -                  | -                  | -                  | -                  | -                  | -           | -           | -           | -           | -           | 45     | 17     | 11     | 17     | 37,78      | 15°         |
| 2024-gen. 2025  | Everton         | PL              | 18         | 3          | 8          | 7          | FACup+CdL       | 0+2             | 0+1             | 0+1             | 0               | -                  | -                  | -                  | -                  | -                  | -           | -           | -           | -           | -           | 20     | 4      | 9      | 7      | 20,00      | Eson.       |
| Totale Everton  | Totale Everton  | Totale Everton  | 74         | 21         | 23         | 30         |                 | 9               | 5               | 3               | 1               |                    | -                  | -                  | -                  | -                  |             | -           | -           | -           | -           | 83     | 26     | 26     | 31     | 31,33      |             |
| Totale carriera | Totale carriera | Totale carriera | 502        | 172        | 147        | 183        |                 | 48              | 19              | 11              | 20              |                    | 6                  | 2                  | 3                  | 1                  |             | -           | -           | -           | -           | 556    | 192    | 160    | 204    | 34,53      |             |

## Palmarès

### Allenatore

#### Competizioni nazionali
- Football League Championship: 1

Burnley: 2015-2016